# Lichtenštejnsko na Letních olympijských hrách 2008
Lichtenštejnsko se účastnilo Letních olympijských her 2008 a zastupovali ho 2 sportovci ve 2 sportech (2 muži). Vlajkonošem výpravy byl maratonec Marcel Tschopp. Nejmladším z týmu byl Oliver Geissmann, kterému v době konání her bylo 29 let. Nejstarším z týmu byl Marcel Tschopp, kterému bylo v době konání her 34. Nikomu z výpravy se během her nepodařilo získat medaili.

## Disciplíny

### Atletika
V atletice zemi reprezentoval maratonec Marcel Tschopp pro kterého byla účast v Pekingu v jeho 34 letech olympijským debutem. Mužský závod v maratonu se konal 24. srpna 2008. Tschopp zaběhl čas 2:35:06 a za vítězem Samuelem Wanjiru zaostal o 28:34. Celkově se umístil na 74. místě.
| Sportovec      | Disciplína     | Finále  | Finále |
| Sportovec      | Disciplína     | Čas     | Pořadí |
| -------------- | -------------- | ------- | ------ |
| Marcel Tschopp | Maraton – muži | 2:35:06 | 74.    |

### Střelba
Pro 29letého Olivera Geissmanna byl start na olympiádě v Pekingu jeho třetí olympijskou účastí po startu na hrách v Sydney a Athénách. Nastoupil do kvalifikace závodu na 10 m vzduchovou puškou, která se konala 11. srpna 2008. Geissmann získal 588 bodů, které na postup do finále nestačily a celkově se umístil na 34. místě.
| Sportovec        | Disciplína                   | Kvalifikace | Kvalifikace | Finále            | Finále            |
| Sportovec        | Disciplína                   | Body        | Pořadí      | Body              | Pořadí            |
| ---------------- | ---------------------------- | ----------- | ----------- | ----------------- | ----------------- |
| Oliver Geissmann | Vzduchová puška na 10 m mužů | 588         | 34.         | nekvalifikoval se | nekvalifikoval se |